# Порт Нью-Йорка та Нью-Джерсі

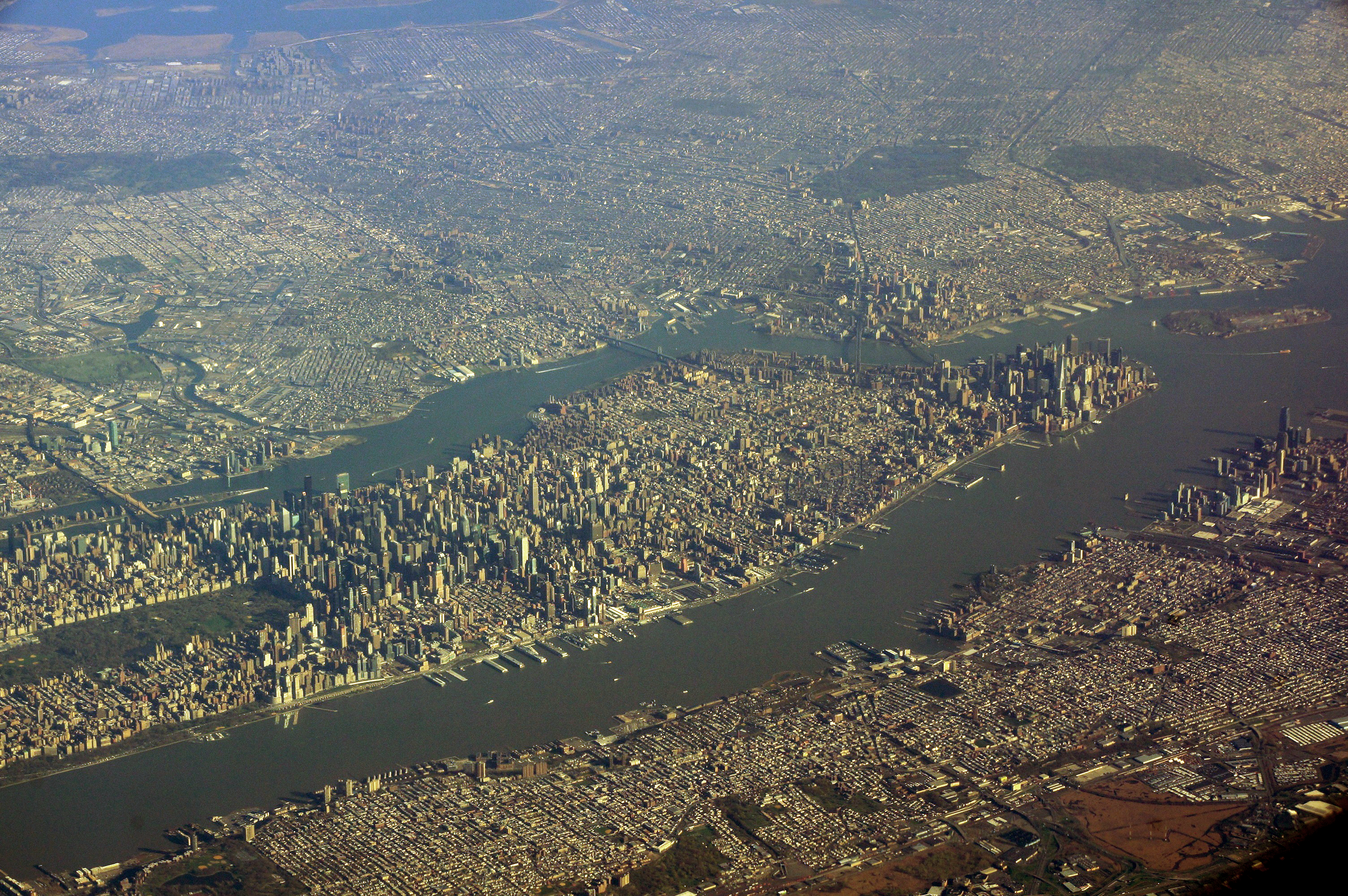
Аерофотознімок портового округу

Порт Нью-Йорка та Нью-Джерсі (англ. Port of New York and New Jersey) — портовий округ у межах Нью-Йорка та Ньюарку, один із найбільших у світі. Округ розташований у радіусі близько 40 км довкола Статуї Свободи. В округ входить система судноплавних водних шляхів естуарію в межах Нью-Йорка та північного заходу штату Нью-Джерсі з береговою лінією довжиною близько 1050 км.
Будучи однією з найбільших природних гаваней у світі, портовий округ займає третє місце по відвантажуваного тоннажу в США і є одним із найбільш завантажених на Східному узбережжі. За кількістю відвантажень округ посідає друге у США. У 2010 році через гавань пройшло 4811 суден, які перевезли 32,2 метричні тонни вантажів сукупною вартістю 175 млрд $. У 2011 році сукупна вартість вантажів, провезених через гавань, склала вже 208 млрд доларів. У рік через портовий округ проходить приблизно 3200000 TEU-контейнерів і 700000 автомобілів. Портовий округ займає перше місце в країні за кількістю міжнародних та вантажних авіаперельотів. В окрузі є дві зони зовнішньої торгівлі. (Foreign trade zone, FTZ). FTZ 1 була заснована у 1937 році і є першою в країні. Вона розташована у штаті Нью-Йорк. Інша, FTZ 49, розташована в Нью-Джерсі.